# Wellston, Oklahoma
Wellston är en kommun (town) i Lincoln County i Oklahoma. Vid 2020 års folkräkning hade Wellston 679 invånare.